# Médaille Innis-Gérin
Pour les articles homonymes, voir Innis et Gérin.
La médaille Innis-Gérin est remise par la Société royale du Canada pour une œuvre qui constitue un apport éminent et soutenu aux écrits en sciences sociales.
Cette médaille a été créée pour honorer l'historien de l'économie Harold A. Innis (1894-1952) et le sociologue Léon Gérin (1863-1951).
La distinction, qui consiste en une médaille de bronze, est attribuée tous les deux ans si une candidature est jugée à la hauteur.

## Lauréats
- 1967 - W. A. Mackintosh
- 1968 - Esdras Minville
- 1969 - Alexander Brady
- 1971 - Jacques Henripin
- 1973 - Jean-Charles Falardeau
- 1975 - Noël Mailloux
- 1977 - Harry Johnson
- 1979 - Marc-Adélard Tremblay
- 1981 - Gordon Skilling
- 1983 - Malcolm Urquhart
- 1985 - Bruce Graham Trigger
- 1987 - Anthony Scott
- 1989 - Albert Faucher
- 1991 - Thérèse Gouin-Décarie
- 1995 - Albert Legault
- 1997 - Norman Endler
- 1999 - Rodolphe De Koninck
- 2001 - Byron Rourke
- 2003 - Richard Tremblay
- 2007 - Gilbert Laporte
- 2011 - Georges Dionne
- 2014 - John McGarry
- 2014 - Janine Brodie
- 2016 - John A. Hall[2]
- 2018 - Jennifer Clapp [3]